# المدرسة متعددة التقنيات (فرنسا)
المدرسة متعددة التقنيات أو البولتيكنيك (بالفرنسية: École polytechnique)‏، الملقبة بالحرف X، هي مدرسة فرنسية للمهندسين تأسست سنة 1794 تحت اسم المدرسة المركزية للخدمات العامة. تقع تحت إمرة وزارة الدفاع الفرنسية برتبة مدرسة عمومية للتدريس والبحث، وهي عضو مؤسس منذ 2007 ب Paris tech(مدرسة العلوم والتكنولوجية بباريس).
هي من أحد اقطاب البحث والتعليم العالي الفرنسي والأوروبي.
تقوم المدرسة بتخريج دفعات من 500 طالبا-مهندساً، يتم قبولهم بعد اجتياز امتحان، من تلاميذ الأقسام التحضيرية للمدارس العليا ومدرسة الأساتذة العليا وأيضا عبر القبول الأكاديمي.
الشهادة تتطلب ثلاث سنوات من التأطير وتحمل لقب مهندس متخرج من المدرسة متعددة التكنولوجية منذ 1937؛ منذ 2004 أصبحت مدة الدراسة أربع سنوات للراغبين في الحصول على شهادة ثانية الشهادة التكنولوجية المتعددة. بالإضافة إلى ذلك توفر المدرسة العليا شهادة الدكتوراه منذ 1985 والماسترز منذ 2004.
أغلبية الطلاب بعد التخرج يلتحقون بشركات فرنسية، و %20 من المتخرجين يختارون التوظيف في مراكز عليا بفرنسا.
في المدرسة يوجد مركز عال داخل المؤسسة التعليمية العليا الفرنسية، يرادف اسم المدرسة الجودة التعليمية والانتقائية. تحتل المدرسة المركز 34 في العالم حسب مجلة التايم (و الثانية عالميا على مستوى الجامعات صغيرة العدد بعد معهد كاليفورنيا للتكنولوجيا) والأولى في فرنسا (في صنف مدارس المهندسين). 

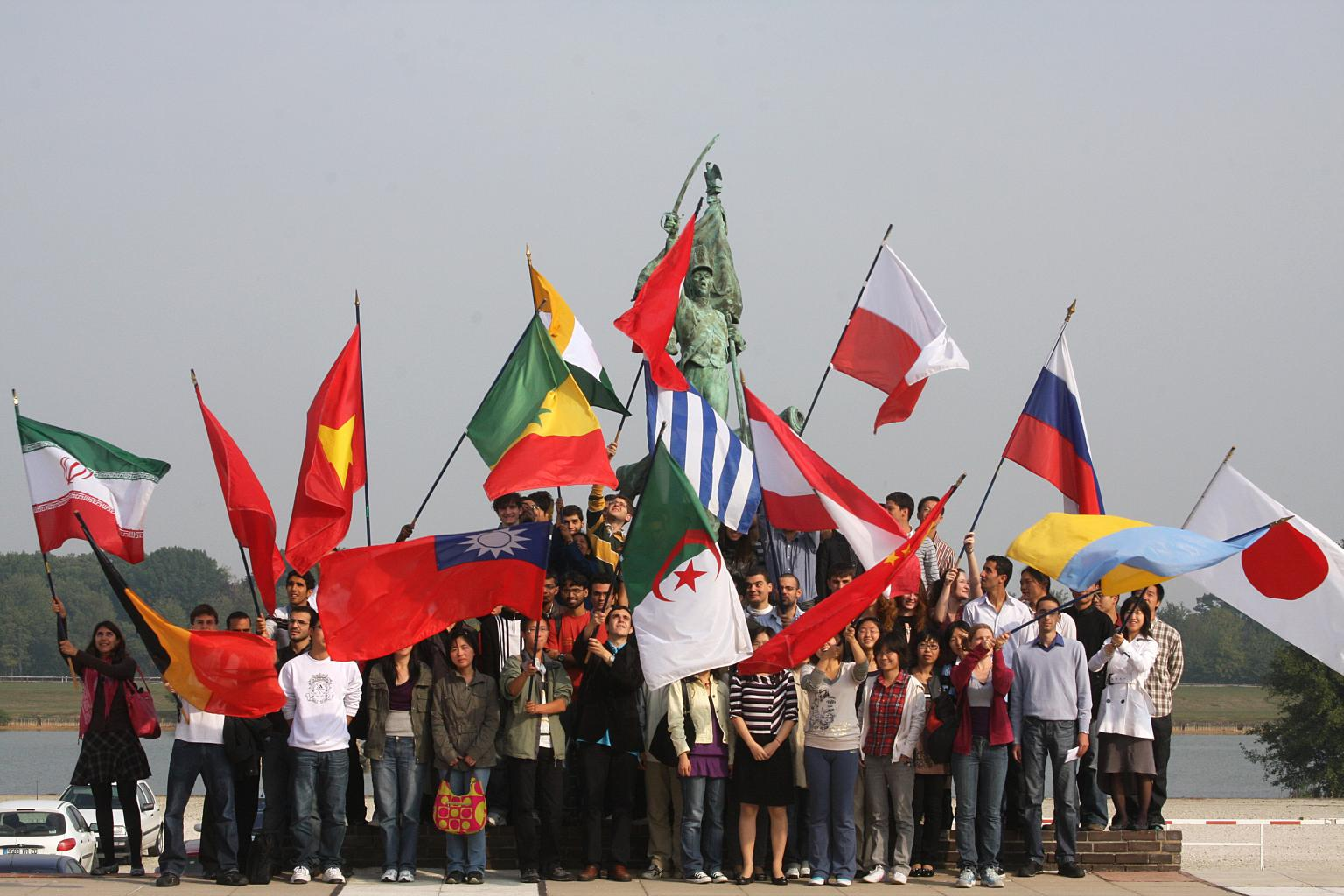
الطلاب الأجانب.

## أهم خريجي المدرسة
- خواكيم باراند: (11 أغسطس 1799 - 5 أكتوبر 1883) جيولوجي وعالم أحياء قديمة فرنسي.
- باتريك دراحي: رجل أعمال وملياردير فرنسي -مغربي
- كارلوس غصن.
- هنري بيكريل.
- فاليري جيسكار ديستان.
- موريس آلياس.
- لويس بوزان.

## معرض صور

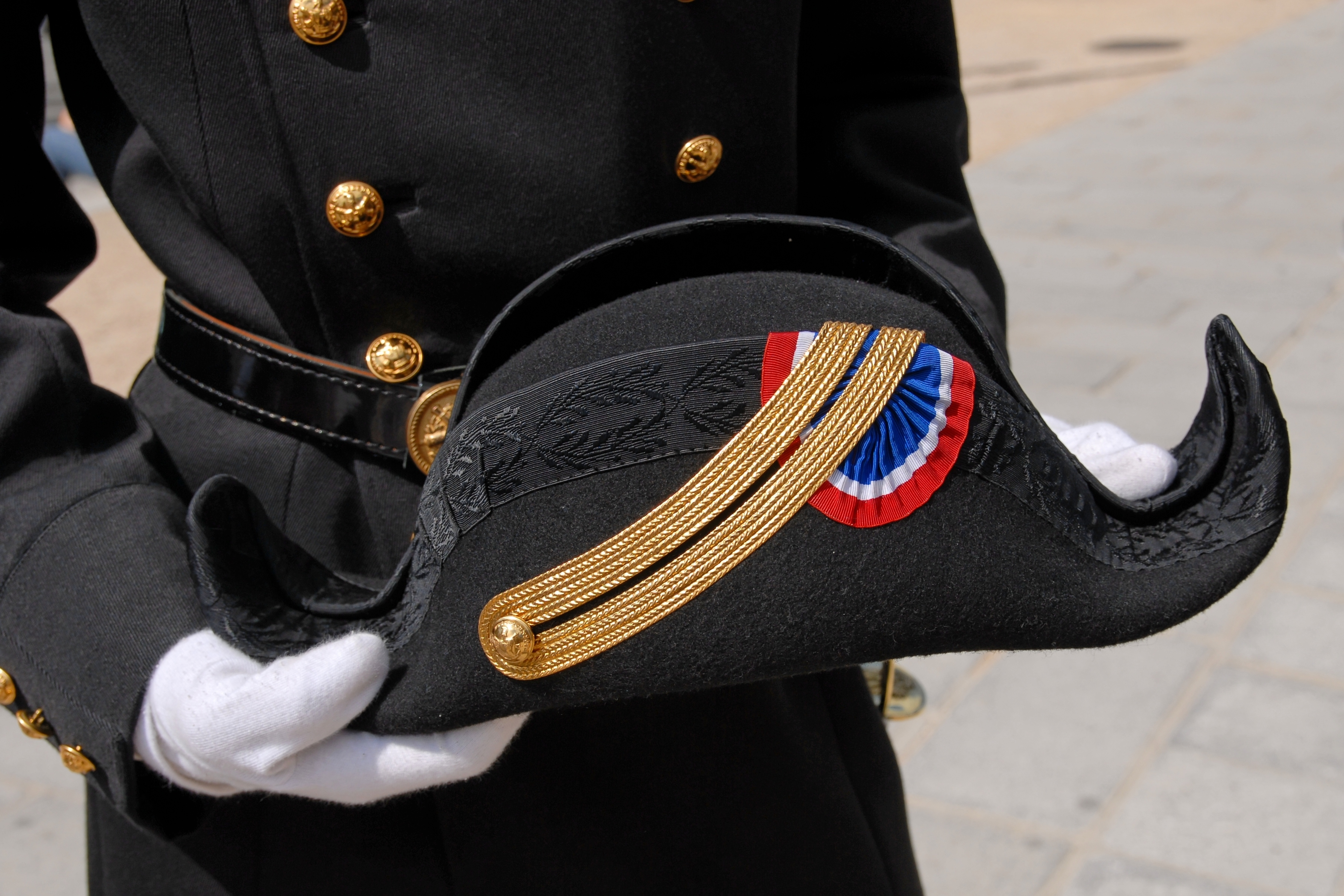
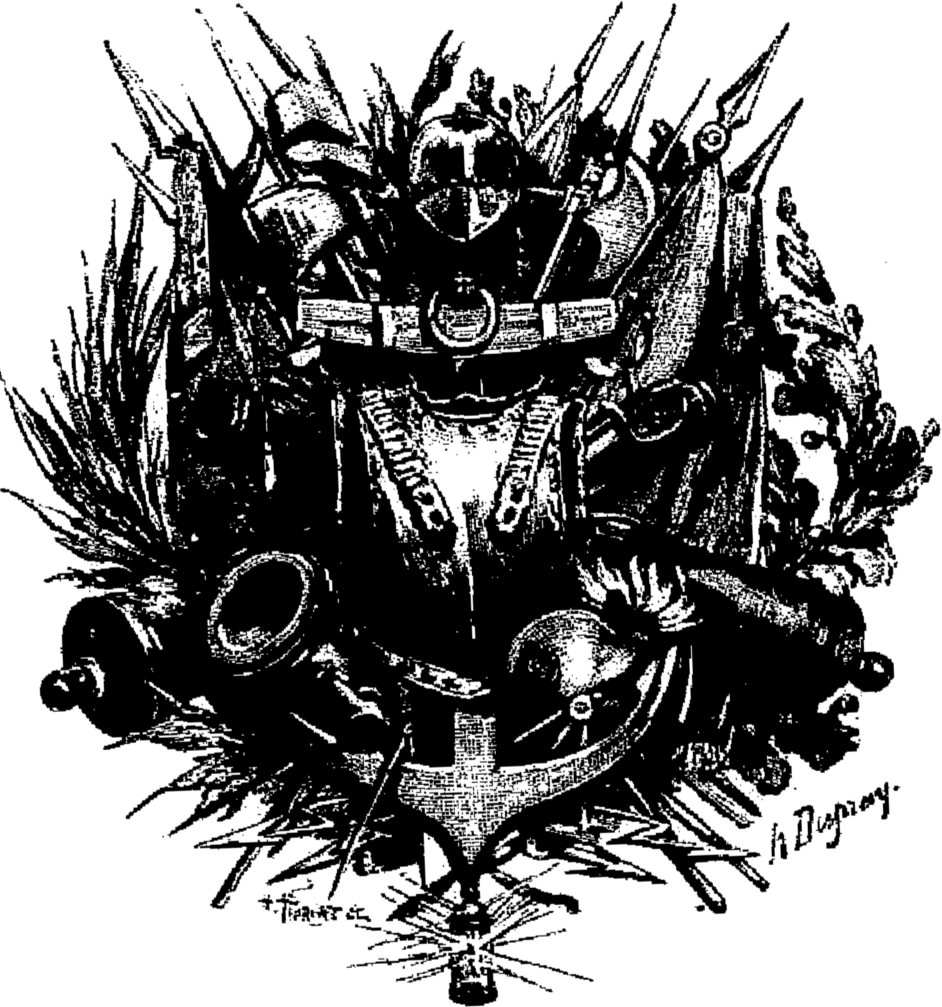
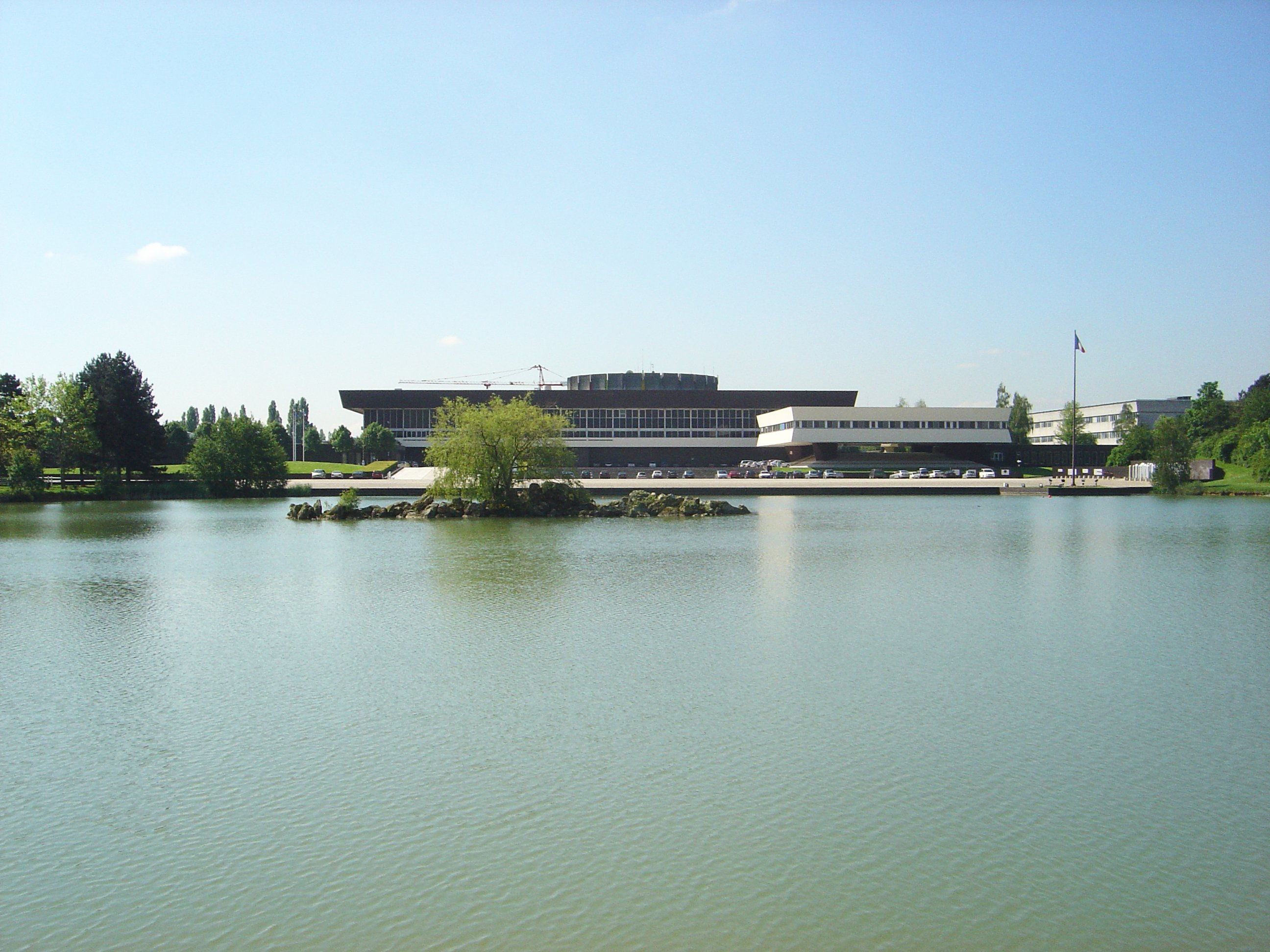
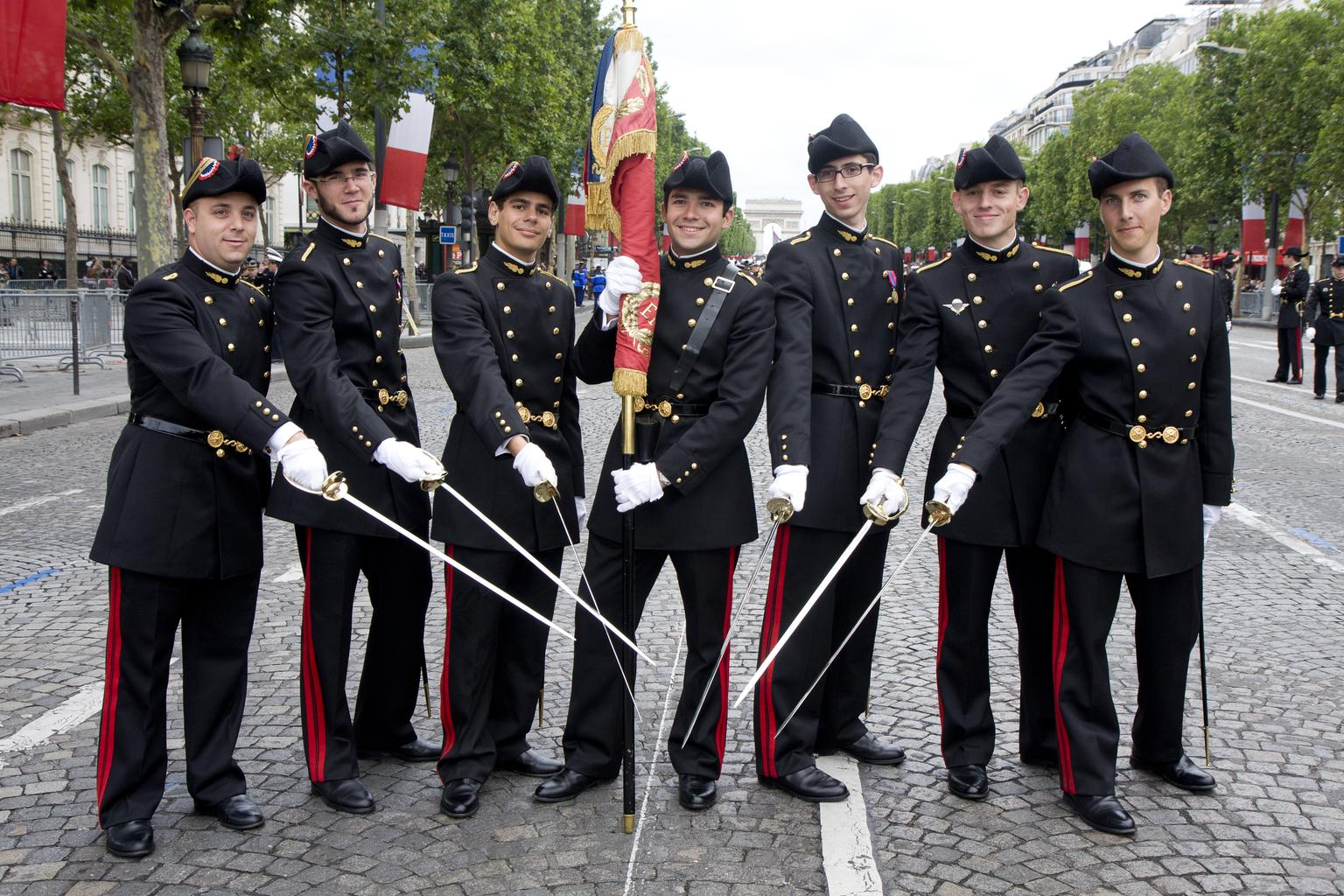

## وصلات خارجية
- الموقع الرسمي
- Online alumni community (بالفرنسية)
- École Polytechnique Scholars Program, description of the École Polytechnique on Caltech website